# San Andrés Ixtlahuaca
San Andrés Ixtlahuaca es una localidad del estado mexicano de Oaxaca. Es cabecera del municipio de San Andrés Ixtlahuaca.

## Demografía
| Censo | Población |
| ----- | --------- |
| 1900  | 544       |
| 1910  | 634       |
| 1921  | 491       |
| 1930  | 564       |
| 1940  | 528       |
| 1950  | 560       |
| 1960  | 795       |
| 1970  | 828       |
| 1980  | 1123      |
| 1990  | 841       |
| 1995  | 1063      |
| 2000  | 968       |
| 2005  | 898       |
| 2010  | 1041      |
| 2020  | 1272      |